# Міністерство фінансів (Нідерланди)
Міністерство фінансів (нід. Ministerie van Financiën; FIN) — міністерство Нідерландів, відповідальне за економічну політику, монетарну політику, фіскальну політику, податкову політику, політику доходів, фінансове регулювання, державний бюджет і фінансовий ринок. Міністерство було створено в 1798 році як Департамент фінансів Батавської республіки. У 1876 році воно стало міністерством фінансів. Міністр фінансів (нід. Minister van Financiën) є головою міністерства та членом кабінету міністрів Нідерландів. Нинішнім міністром є Сігрід Кааг.

## Історія
Міністерство було засновано в 1798 році. На початку історії міністерства прем’єр-міністр часто обіймав посаду міністра фінансів. Пітер Філіп ван Боссе п'ять разів був міністром фінансів. З 1965 року державний секретар був призначений кожною формацією, відповідальною за оподаткування. Останнім прем’єр-міністром, який обіймав посаду міністра фінансів, був Йелле Зійлстра (1966–67).

## Обов'язки
Міністерство має обов’язок «охороняти скарбницю і прагнути до фінансово стабільної і процвітаючої держави Нідерланди.
- відповідає за доходи та витрати Королівства Нідерландів;
- збирає податки та розробляє фіскальне законодавство;
- прагне витрачати бюджет уряду відповідально, ефективно та результативно;
- відповідає за фінансово-економічну політику;
- здійснює нагляд за фінансовими ринками, банками та фінансовими переказами.

## Організація
Зараз міністерство очолюють один міністр і один державний секретар. Головний офіс міністерства розташований у центрі Гааги за адресою Korte Voorhout. У ньому працює майже 1500 державних службовців. Державну службу очолюють генеральний секретар і заступник генерального секретаря, які очолюють систему чотирьох генеральних директоратів:
- Генеральне казначейство (фінансово-економічна політика), очолюване Генеральним скарбником[3]
  - Агентство Генерального казначейства
  - Фінансування дирекції
  - Управління фінансових ринків
  - Управління зовнішніх фінансових відносин
- Генеральне управління з питань бюджету[4]
  - Управління бюджетних справ
  - Інспекція державних фінансів
- Генеральний директорат з фінансових питань[5]
  - Генеральне управління фіскальної політики
  - Управління податкового управління
  - Управління міжнародних справ та акцизного податку
- Генеральне управління з питань оподаткування

Воно також відповідає за кілька децентралізованих служб:
- Агентство в Амстердамі[прояснити]
- Податкова та митна адміністрація, податкова служба Нідерландів, яка включає митну службу та фіскальну політику
- Служба з питань державного майна
- Управління фінансових ринків Нідерландів (AFM)